# 戴心亨
戴心亨（1752年—1788年），字習之，號石士，江西南安府大庾縣籍，江南徽州府休寧縣隆阜人，清朝政治人物。

## 生平
太僕寺少卿戴第元之子，文淵閣大學士戴均元之侄，體仁閣大學士戴衢亨之兄。乾隆三十六年（1771年）辛卯科江西鄉試舉人，乾隆四十年（1775年）乙未科二甲第二名進士。授翰林院編修，官至湖北學政。與父戴第元、叔父戴均元、弟戴衢亨等並稱“西江四戴”。

## 家庭
子戴嘉穀，福建鹽法道。